# Réserves de biosphère en Argentine

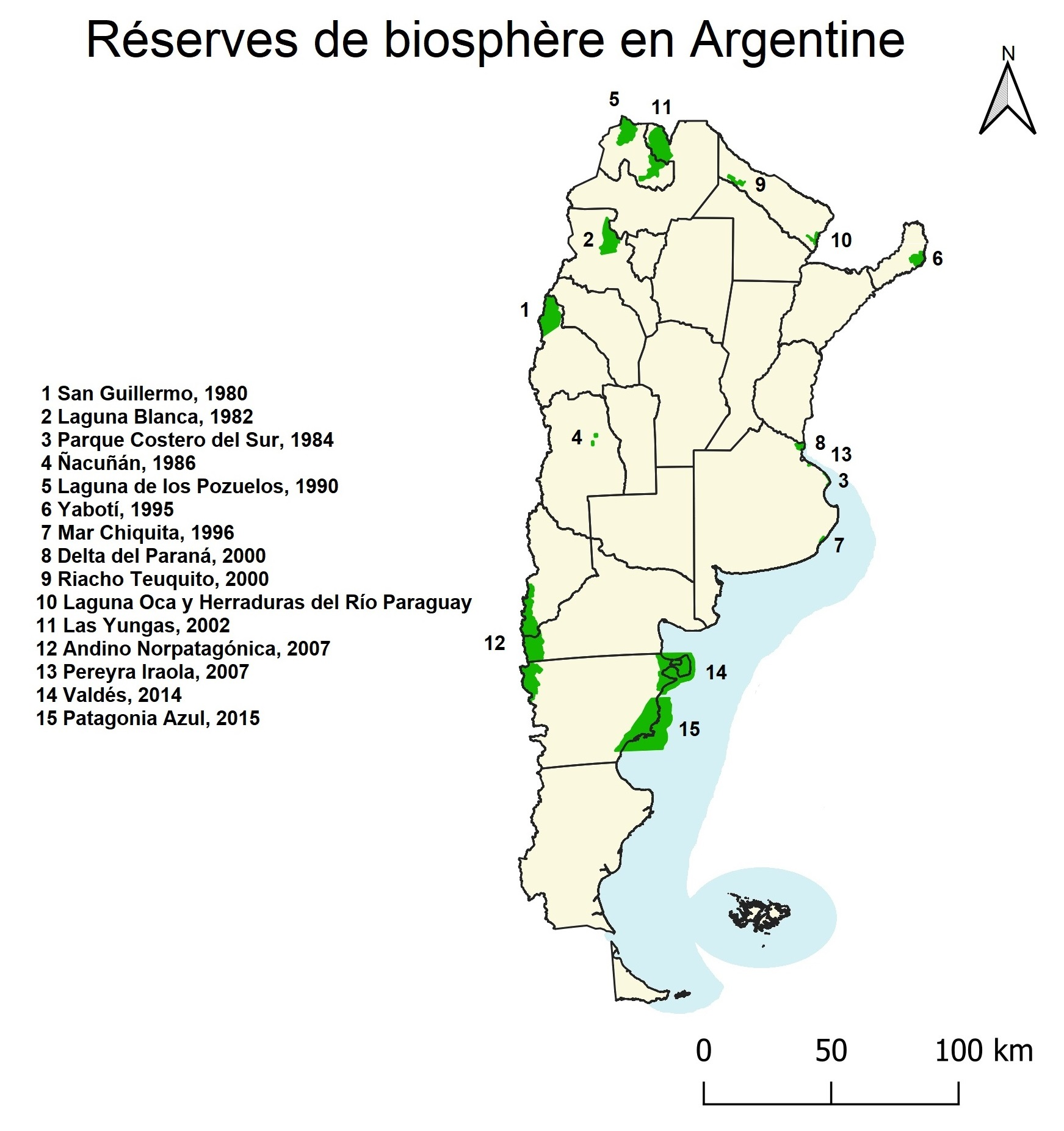
Carte des réserves de biosphère d'Argentine en 2015.

L'Argentine possède 15 réserves de biosphère (en espagnol : reservas de la biosfera) reconnues par l'Unesco dans le cadre du programme sur l'homme et la biosphère.
Les réserves de biosphère argentines sont regroupées au sein d'un Réseau national des Réserves de biosphère.

## Liste des réserves de biosphère
| #  | Réserve de biosphère                                                  | Province                 | Année | Surface totale (ha) | Illustration |
| -- | --------------------------------------------------------------------- | ------------------------ | ----- | ------------------- | ------------ |
| 1  | Réserve de biosphère San Guillermo                                    | San Juan                 | 1980  | 981 460             |              |
| 2  | Réserve de biosphère Laguna Blanca                                    | Catamarca                | 1982  | 710 000             |              |
| 3  | Réserve de biosphère du Costero del Sur                               | Buenos Aires             | 1984  | 30 000              |              |
| 4  | Réserve de biosphère de Ñacuñán (es)                                  | Mendoza                  | 1986  | 12 271              |              |
| 5  | Réserve de biosphère de Laguna de Pozuelos                            | Jujuy                    | 1990  | 387 000             |              |
| 6  | Réserve de biosphère de Yabotí (es)                                   | Misiones                 | 1995  | 236 613             |              |
| 7  | Réserve de biosphère de la Mar Chiquita                               | Buenos Aires             | 1996  | 26 488              |              |
| 8  | Réserve de biosphère du delta du Paraná (es)                          | Buenos Aires             | 2000  | 88 624              |              |
| 9  | Réserve de biosphère de Riacho Teuquito (es)                          | Formosa                  | 2000  | 81 000              |              |
| 10 | Réserve de biosphère de Laguna Oca y Herraduras del Río Paraguay (es) | Formosa                  | 2001  | 10 000              |              |
| 11 | Réserve de biosphère de Las Yungas (es)                               | Salta Jujuy              | 2002  | 1 328 720           |              |
| 12 | Réserve de biosphère d'Andino Norpatagónica (es)                      | Chubut Río Negro Neuquén | 2007  | 2 266 942           |              |
| 13 | Réserve de biosphère de Pereyra Iraola                                | Buenos Aires             | 2007  | 10 248              |              |
| 14 | Réserve de biosphère de Valdés                                        | Chubut                   | 2014  | 2 015 011           |              |
| 15 | Réserve de biosphère de Patagonia Azul                                | Chubut                   | 2015  | 3 102 005           |              |